# Tatort: Todesbilder
Todesbilder ist ein Fernsehfilm aus der Krimireihe Tatort. Der Film von Miguel Alexandre, der auch das Drehbuch schrieb, ist der zwölfte Fall des Leipziger Ermittler-Teams Eva Saalfeld und Andreas Keppler. Der vom Mitteldeutschen Rundfunk produzierte Beitrag wurde am 15. Januar 2012 auf Das Erste erstgesendet.

## Handlung
In Leipzig heiraten Annika und Peter. Während der Feier verlässt das Brautpaar den Saal. Am nächsten Morgen werden beide brutal erschlagen in der Nähe aufgefunden. Saalfeld und Keppler untersuchen den Tatort. Ein Zeuge sagt aus, in der Nacht ein helles Blitzlicht gesehen zu haben, ähnlich einem Wetterleuchten. Außerdem taucht der Presse-Fotograf Roman Rustaveli auf, eine Jugendliebe von Eva Saalfeld, der als Fotograf für eine Leipziger Lokalzeitung arbeitet.
Eine Speichelprobe aller Hochzeitsgäste wird angeordnet, der alle bis auf einen nachkommen: Florian Koll. Der Fitnesslehrer und Ex-Freund der Braut wird von Saalfeld und Keppler im Fitness-Studio aufgesucht und verhört. Er wirkt äußerst angespannt und cholerisch, bietet aber dennoch an, die Probe direkt an Ort und Stelle abzugeben, soll aber am nächsten Morgen ins Präsidium kommen. Nachdem die Ermittler ihn verlassen haben, wirft er nervös das blaue Strumpfband der Braut in einen Mülleimer. Das Ermittlerteam, aufmerksam geworden durch sein Verhalten, beobachtet ihn in der Nacht und sieht, wie er den Inhalt der Mülltonne in Brand setzt. Sie kommen jedoch zu spät, um festzustellen, dass sich das Strumpfband ebenfalls in der Mülltonne befand. Sie nehmen ihn dennoch in der Nacht mit aufs Präsidium, um die Speichelprobe zu entnehmen, müssen ihn aber wieder freilassen.
Kurz darauf wird nach einem Bowling-Abend die Abiturientin Kerstin erstochen aufgefunden. Ein Zeuge, der Hausmeister der Bowlinghalle, gibt zu Protokoll, zur Tatzeit Müll rausgebracht und währenddessen helles Blitzlicht gesehen zu haben. Als der Fotograf Roman Rustaveli wieder am Tatort Fotos schießt, identifiziert der Hausmeister das Blitzlicht eindeutig als das einer Fotokamera. Keppler wird misstrauisch.
Bei der Befragung der Großmutter der Braut erfahren sie, dass ein Onkel, der Fahrlehrer Horst Baumann, nicht zur Hochzeit eingeladen war. Kurz nach einem Streit mit seinem Bruder, Annikas Vater, erlitt dieser einen Herzinfarkt und starb. Seitdem gibt Annika Baumann die Schuld am Tod ihres Vaters. Keppler und Saalfeld besuchen daraufhin Baumann, der behauptet, sich mit Annikas Vater wegen Abrechnungen gestritten zu haben, was sich aber später als Lüge herausstellt.
Eine direkt am Tatort neben der Leiche gefundene Verschlusskappe einer Kamera taucht auf und Rustaveli rückt weiter in den Kreis der Verdächtigen. Saalfeld verabredet sich mit ihm, um ihn zu befragen. Zur Tatzeit gibt er an, kein Alibi zu haben. Die gefundene Verschlusskappe passt auf Rustavelis Kamera, der die Verschlusskappe fehlt.
Ein Ex-Freund der Abiturientin dringt in Baumanns Fahrschule ein und verprügelt ihn. Am Abend behauptet er, die Verletzungen bei einem Sturz erlitten zu haben. Er holt sich eine Flasche Wein aus dem Keller und betrinkt sich, während er verzweifelt Dateien von seinem PC löscht. Es handelt sich um unzählige Nacktfotos von jungen Frauen. 
Keppler sucht Rustaveli in der Redaktion auf, trifft ihn aber nicht an, da er außer Haus ist. Während die Abteilung eine Konferenz hält, ist lediglich der für das Layout zuständige Franz Mohr an seinem Arbeitsplatz. Er charakterisiert Rustaveli als äußerst traurigen Menschen, verweist aber bei weiteren Fragen an den Chefredakteur. Keppler holt diesen aus der Konferenz, um ihn zu Rustaveli zu befragen. Auf Mohrs Aussage angesprochen, bestreitet er, dass der Fotograf ein äußerst trauriger Mensch sei und behauptet, dies würde eher auf Mohr selbst passen, der vor einem Jahr seine Familie bei einem Unfall verloren hat. Außerdem erfährt Keppler, dass Rustaveli in den vergangenen Jahren als Kriegsfotograf gearbeitet hat, die Bilder aber nicht mehr ertragen konnte und daher in seiner Heimat bei einer Lokalzeitung anfing. Als Gegenleistung für die Informationen verlangt der Chefredakteur, dass Keppler sich für ein Porträt über verschiedene Berufe zur Verfügung stellt, das derzeit in der Zeitung gedruckt wird. Er verspricht, Saalfeld zu schicken. Später erscheint Saalfeld in der Redaktion und es erscheint ein Artikel über sie in der nächsten Ausgabe.
Eine Zigarettenkippe, die direkt neben der ermordeten Braut gefunden wurde, wird Koll zugeordnet und dieser zur Rede gestellt. Er gibt in der Vernehmung zu, die tote Annika zuerst gefunden und der Toten dann das Strumpfband entfernt zu haben. Dieses Strumpfband verbrannte er in der Nacht, aus Angst verdächtig zu wirken. Er wird festgenommen und inhaftiert. Saalfeld ist sich sicher, den Mörder gefunden zu haben, Keppler ist hingegen skeptisch.
Keppler erinnert sich daran, dass die Angehörigen der Ermordeten diese zur Tatzeit als besonders glücklich empfunden hatten. Ihnen kommt der Verdacht, dass der Täter es auf glückliche Menschen abgesehen hat. Außerdem finden sie heraus, dass jeweils kurz vor den Morden über die Opfer in der Zeitung berichtet wurde. Die Fotos schoss jeweils immer Rustaveli. Faserproben, die an allen Tatorten gefunden wurden, stellen sich als identisch heraus. Während schnell herausgefunden wird, dass die Fasern weder zu Koll noch zu Baumann passen, dauert die Überprüfung von Rustavelis Proben noch an. Er gibt gegenüber Saalfeld zu, an posttraumatischen Belastungsstörungen zu leiden. Während der Tatnächte habe er die ganze Zeit mit seinem Therapeuten telefoniert, aber aus Scham gegenüber Saalfeld geschwiegen. Der Therapeut bestätigt das.
Horst Baumann wird des Missbrauchs verdächtigt. Der Ex-Freund der Abiturientin beschuldigt ihn, sie missbraucht und Nacktfotos von ihr zu haben. In seiner Wohnung zur Rede gestellt, will er keine Angaben mehr machen und nur noch mit einem Anwalt sprechen. Seine Frau beschuldigt ihn nun ebenfalls, es kommt zu Handgreiflichkeiten zwischen Baumann und seiner Frau. Keppler geht dazwischen und schlägt ihm ins Gesicht. Baumann wird verhaftet und sein PC sichergestellt. Es stellt sich heraus, dass jemand vor kurzem Bilddateien mit einem speziellen Programm gelöscht hat, das die Wiederherstellung der Bilder unmöglich macht. Sichergestellt wurde bei einer Hausdurchsuchung von Rustavelis Wohnung ebenfalls seine Kamera, auf der sich allerdings keine belastenden Bilder finden. Keppler fällt jedoch jemand auf, der als Schaulustiger an beiden Tatorten war: Franz Mohr, der Layouter der Zeitung.
Keppler fährt mit einem Einsatzkommando zu Mohrs Wohnung, wo er Täter-Fotos von beiden Morden findet, die neben den Zeitungsartikeln der Opfer hängen. Als dritter Artikel hängt bereits der über Saalfeld an der Wand, offensichtlich hat er sich sein nächstes Opfer ausgesucht. Das Einsatzkommando fährt zu ihrer Wohnung, in die Mohr mittlerweile eingedrungen ist. Kepplers Warnung erreicht sie nicht mehr, da sie in der Badewanne liegt. Durch ein unvorsichtiges Geräusch von Mohr, der im Flur seine Kamera holt, wird Saalfeld auf ihn aufmerksam und verlässt die Wanne. Es kommt zum Kampf, während dessen Mohr sie überwältigt. Als das Kommando in die Wohnung eindringt, hält Mohr Saalfeld ein Messer an die Kehle und nimmt sie als Geisel. Keppler redet beruhigend auf sie ein und stellt sie ihm gegenüber als traurigen Menschen dar, der früh ihren Vater und bereits ein Kind und einen Mann verloren hat. Er könne sie daher überhaupt nicht umbringen, da sie überhaupt nicht glücklich sei. Mohr wird unaufmerksam und wirkt kurz verwirrt und kann von Saalfeld überwältigt werden. Mohr wird daraufhin festgenommen und abgeführt.

## Hintergrund
Die Dreharbeiten zum 824. Tatort-Krimi fanden in Leipzig und in Machern statt. Es war der zwölfte Tatort mit dem Leipziger Ermittlerduo Saalfeld und Keppler.

## Rezeption

### Einschaltquoten
Die Erstausstrahlung von Todesbilder am 15. Januar 2012 wurde in Deutschland insgesamt von 9,45 Millionen Zuschauern gesehen und erreichte einen Marktanteil von 25,1 % für Das Erste; in der Gruppe der 14- bis 49-jährigen Zuschauer konnten 3,24 Millionen Zuschauer und ein Marktanteil von 21,0 % erreicht werden.

### Kritik
„Miguel Alexandre hat sich an einem Krimi versucht – und ihn auch selbst geschrieben. Der Spezialist für gehobenes Melodram und Event-Formate mit Anspruch hätte besser die Finger davon gelassen. Was er da zusammengerührt hat, ist ein simples Gemisch. „Todesbilder“ ist dramaturgisch schwach, wirkt thematisch überfrachtet und die Problemlagen werden dem Krimifall funktional aufgepfropft. Den Effekt suchend, erinnert dieser öffentlich-rechtliche "Tatort" an die schlechteren kommerziellen TV-Movie-Thriller der späten 90er Jahre.“

„Das Leipziger Ermittler Saalfeld/Keppler gehören zu den neueren Teams der Krimiserie - die meist ohne viel zu wagen eine ausreichende Dosis Spannung und Vorhersehbarkeit für einen Sonntagabend abliefern. So auch diesmal. Die Folge "Todesbilder" lebt von einer anständig gemachten Jagd auf ein Killerphantom. Allzu kritische Geister mögen an der simplen Erzählung und am Nummer-Sicher-Konzept Serienmörder oder den fehlenden gesellschaftlichen Überbau herumkritteln, aber es muss ja auch nicht jede Woche gleich Kunst am "Tatort" sein.“